# 尼古拉·沃爾科夫 (摔角運動員)
尼古拉·沃爾科夫（英語：Nikolai Volkoff，1947年10月14日—2018年7月29日），本名約瑟普·尼古拉·佩魯梭維奇（英語：Josip Nikolai Peruzović），是一名職業摔角選手，最知名的時期是於世界摔角聯盟。尼古拉·沃爾科夫於1996年入選成為世界摔角娛樂名人堂成員。雖然尼古拉·沃爾科夫這個角色在劇情設定上是俄羅斯人，但其實他是克羅埃西亞人，而且也有著複雜的背景。
尼古拉·沃尔科夫在政治上持反共主义立场，并扮演苏联反派角色以点燃对苏联的愤怒情绪。2006年，尼古拉·沃尔科夫参加共和党马里兰州第7立法选区代表初选失败。

## 冠軍及成就

### 馬里蘭摔角聯盟（英语：Maryland Championship Wrestling）
- 馬里蘭摔角聯盟名人堂（2009年）[5]

### 全國摔角聯盟
- NWA佛州雙打冠軍（英语：NWA Florida Tag Team Championship）（一次）
- NWA喬治亞重量級冠軍 (舊金山)（英语：NWA Georgia Heavyweight Championship）（一次）
- NWA中太平洋雙打冠軍（英语：NWA Mid-Atlantic Tag Team Championship）（一次）
- NWA世界雙打冠軍 (底特律)（英语：NWA World Tag Team Championship (Detroit version)）（一次）

### 職業摔角畫報
- PWI Years（個人）-第136名（2003年）
- PWI Years（團體）-第96名（2003年；與鋼鐵酋長）

### 世界廣泛摔角聯盟 / 世界摔角聯盟 / 世界摔角娛樂
- WWF雙打冠軍（一次；與鋼鐵酋長）
- WWWF國際雙打冠軍（兩次；與吉托·蒙哥（英语：Geeto Mongol））
- 世界摔角娛樂名人堂（2005年）
- 衝擊大賞最卑鄙獎（1986年）
- 衝擊大賞最佳個人衛生獎（1987年）

### 世界摔角協會
- WWA重量級冠軍（一次）[6]